# Hermann Obrist
 Hermann Obrist (Kilchberg, Zürich kanton, 1862. május 22. – München, 1927. február 26.) svájci származású szobrász a szecesszió időszakában.

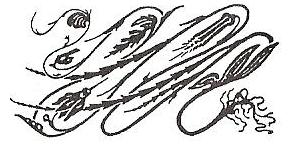
Faldíszítés (Münchner Stadtmuseum)

## Élete és munkássága
1876-ban került Weimarba, ahol anyja Goethe egykori kerti házának közelében lakott. 1886-tól hosszú utazásokat tett. 1890-ben Párizsba költözött. 1895-től Münchenben élt. Itt saját házat épített. 1914-ben ő készített a plasztikáit annak a színháznak, amelyet Henry van de Velde tervezett a kölni Werkbund-kiállításra.